# Dettwiller
Dettwiller (Dettweiler in tedesco) è un comune francese di 2 595 abitanti situato nel dipartimento del Basso Reno nella regione del Grand Est.

## Società

### Evoluzione demografica
Abitanti censiti